# 大阪YMCAインターナショナルスクール
大阪YMCAインターナショナルスクール（おおさかYMCAインターナショナルスクール, 英語: Osaka YMCA International School, 略称：OYIS）は、大阪市北区にあるインターナショナル・スクール。
学校法人大阪YMCAが運営しており、プレスクールから12年生（中学3年生）までの学年がある。また、9月から翌年6月までを1学年としている。2001年に設立され、2012年には学校法人格を取得した。国際バカロレア（IB）と米国のWASCを取得することができる。

## キャンパス
中津キャンパス
- 大阪市北区中津6-7-34

土佐堀キャンパス
- 大阪市西区土佐堀1-5-6 9F
- 2020年8月、大阪YMCA本部ビル9階に開設された[2]。